# Marmessoidea dimidiata
Marmessoidea dimidiata är en insektsart som beskrevs av Ludwig Redtenbacher 1908. Marmessoidea dimidiata ingår i släktet Marmessoidea och familjen Diapheromeridae. Inga underarter finns listade i Catalogue of Life.